# 48 Hrs.
48 Hrs. (48 horas en Hispanoamérica y Límite: 48 horas en España) es una película estadounidense de 1982, protagonizada por Nick Nolte y Eddie Murphy, con Annette O'Toole, Frank McRae, James Remar o David Patrick Kelly entre otros en el reparto. Fue dirigida por Walter Hill y escrita por Roger Spottiswoode, Larry Gross, Steven E. de Souza y el mismo Walter Hill, sobre una idea original de Lawrence Gordon quien produjo la película junto con Joel Silver y Paramount Pictures.
48 Hrs. suele ser acreditada como la primera película del subgénero buddy cop que vendría a significar en español Policía cómico o Comedia policíaca. Este subgénero tuvo su auge principalmente durante las décadas de los ochenta y noventa con films como Beverly Hills Cop, Lethal Weapon, Red Heat, Tango & Cash, Bad Boys y Rush Hour. La película supuso además el debut en el cine para Eddie Murphy.
La secuela de la película se estrenó en 1990, con el título Another 48 Hrs.

## Sinopsis
Albert Ganz (James Remar) y Billy Bear (Sonny Landham) son dos peligrosos criminales sin escrúpulos que consiguen huir de la cárcel, dejando tras de sí una serie de crímenes y asesinatos. A la estación de policía de San Francisco llega la información que los dos criminales están escondidos en un pequeño hotel. Al lugar llegan los detectives VanZant (James Keane), Algren (Jonathan Banks) y Jack Cates (Nick Nolte), pero la situación cambia repentinamente cuando se inicia un tiroteo, donde muere el detective VanZant tiroteado por Billy Bear y Algren, asesinado por Ganz a sangre fría ante la mirada impotente de Cates, cuando ya estaba desarmado, herido y en estado de indefensión. Luego los criminales Ganz y Bear huyen de nuevo con rumbo desconocido. Al detective de duro carácter Jack Cates no le queda otra opción que sacar de la cárcel al timador Reggie Hammond (Eddie Murphy), el único que conoce a estos dos delincuentes y sabe dónde se esconden, para que le ayude a encontrarlos y vengar la muerte de sus compañeros. Reggie Hammond acepta ayudarlo con el interés de recuperar un dinero suyo y el cual se ha convertido en el objetivo principal de los dos criminales. No obstante dispondrán de tan solo de 48 horas antes de que Hammond deba reingresar a la penitenciaría.

## Reparto
| Actor               | Personaje                      |
| ------------------- | ------------------------------ |
| Nick Nolte          | Sgto. de detectives Jack Cates |
| Eddie Murphy        | Reggie Hammond                 |
| James Remar         | Albert Ganz                    |
| David Patrick Kelly | Luther                         |
| Sonny Landham       | Billy Bear                     |
| Brion James         | Sgto. de detectives Ben Kehoe  |
| Annette O'Toole     | Elaine Marshall                |
| Frank McRae         | Cap. Haden                     |
| Kerry Sherman       | Rosalie                        |
| Jonathan Banks      | Detective Algren               |
| James Keane         | Detective Van Zant             |
| Greta Blackburn     | Lisa                           |
| Margot Rose         | Casey                          |
| Denise Crosby       | Sally                          |
| Olivia Brown        | Candy                          |
| Bill Cross          | Patrullero #1                  |
| Chris Mulkey        | Patrullero #2                  |

## Producción
La idea original fue concebida por el productor Lawrence Gordon y planteaba un argumento muy distinto al que se acabó utilizando. La premisa original hablaba de un policía que se tenía que aliar a un delincuente para encontrar un peligroso terrorista que tenía secuestrada a la hija del gobernador de Luisiana y que amenazaba con matarla en 48 horas si no le pagaban un millonario rescate. Cuando Lawrence Gordon producía Hard Times en 1974, coincidió con Walter Hill quien era el director de aquella película y con Roger Spottiswoode quien era el montador. Gordon les mencionó la idea y no dudaron en ponerla en marcha. Spottiswoode se encargaría del guion con la supervisión de Hill y Gordon se encargaría de buscar financiación. En un principio la película iba a ser producida por Columbia Pictures, pero por diferencias creativas el guion terminó en Paramount Pictures donde se mostró interés por contratar a Clint Eastwood como el delincuente con el que se tenía que aliar el policía. Walter Hill escribió el guion con Eastwood como el criminal, pero no acababa de ver al actor interpretando ese personaje. Desde un principio Hill quería a Richard Pryor interpretando al personaje y a un actor como Eastwood haciendo de policía. Decidió a estas diferencias creativas y a que Paramount Pictures no quería ceder, 48 Hrs. entró en un estado de limbo durante más de dos años. Cuando el proyecto parecía muerto Lawrence Gordon quien había tenido la idea original, llamó a Walter Hill y le propuso que hiciera la película con Nick Nolte como el policía. La combinación de Nolte con un comediante afroamericano como Richard Pryor le gusto a Paramount Pictures que cedió ante la propuesta pues para ese entonces Pryor ya tenía mucho reconocimiento en el cine comercial. Sin embargo, Richard Pryor no pudo aceptar el papel debido a compromisos de agenda. Hildy Gottlieb quien sería la futura esposa de Walter Hill, recomendó a Eddie Murphy, quien por aquel entonces solo era conocido por sus intervenciones cómicas en Saturday Night Live. Cuando Murphy se sumó al elenco propuso que su personaje se llamara Reggie Hammond ya que Willie Biggs, como originalmente se iba a llamar el personaje, le parecía muy estereotipado. El guionista Steven E. de Souza se sumó al proyecto, pero solo algunos aspectos cómicos de su contribución fueron usados ya que Walter Hill no quedó del todo contento con su visión de la historia. El guion acabó siendo pulido por el guionista Larry Gross, quien hizo algunos cambios en la historia y definió más los personajes a solo tres semanas de empezar la filmación.

### Rodaje
La película empezó a rodarse el 17 de mayo de 1982. Aunque toda la historia transcurre en la ciudad de San Francisco, lo cierto es que solo algunas escenas fueron filmadas allí. La mayoría de los exteriores de la película se rodaron en Los Ángeles, California. La escena donde Jack Kates saca de la cárcel a Reggie Hammond fue rodada en la cárcel real de Lincoln Heights en Los Ángeles. Las escenas donde se recreaba la comisaría, fueron filmadas en el Park Plaza Hotel. La escena en la que Reggie y Cates se pelean fue filmada en el barrio Chinatown de Los Ángeles. Las secuencias finales, donde hay una persecución entre un autobús y el viejo Cadillac de Kates, fueron rodadas en la W. Olive Street y en la W 4th Steet de Los Ángeles. La escena de cierre final donde aparecen los créditos se rodó en el cruce de Grand Avenue con 5th Street, en Downtown, centro de Los Ángeles. También se rodaron algunas escenas en Warnerville, California.
La filmación estuvo marcada por la desconfianza que sentían algunos ejecutivos de Paramount Pictures, quienes temían que la película fuera a ser demasiado violenta y que dicha violencia matara el aspecto cómico que según ellos debía tener la película. En el diario de Larry Gross, el cual sería publicado en el portal MovieCityNews en el año 2008, narra las adversidades por las que tuvieron que pasar él y el director Walter Hill, debido a la presión que ejercía Paramount Pictures. Incluso cuenta como el estudio amenazó a Hill con nunca volver a contratarlo si la película tenía malos resultados. También narra que gracias a las exigencias de Paramount Pictures, Larry Gross y Walter Hill tuvieron que sentarse a reescribir constantemente el guion incluso hasta el último día de rodaje.

## Recepción

### Taquilla
48 Hrs. fue la séptima película más taquillera de 1982. En su primera semana de estreno recaudó $4.369.868 USD. La recaudación total acabaría ascendiendo a $78.868.508 USD, muy por encima de los $12.000.000 USD que costó rodarla, y eso solo en Estados Unidos.

### Crítica
48 Hrs. es considerada por muchos como una de las mejores películas de 1982. Fue aclamada por la crítica mundial por su mezcla de humor y acción y por la química entre Nick Nolte y Eddie Murphy. En Rotten Tomatoes tiene una puntuación de 92% basado en 38 reseñas. En Metacritic tiene una puntuación de 71 de 100. En el año 2007 IGN la nombró como la tercera película policial más grande de todos los tiempos.
Hoy en día es considerada una película de culto por los seguidores del género.

### Reconocimientos
48 Hrs. recibió varias nominaciones y premios. Walter Hill ganó el premio Grand Prix en el Cognac Festival du Film Policier. Eddie Murphy fue nominado en los Golden Globe a la “Mejor Actuación Debut de un Actor Masculino”. El guion fue nominado en los Premios Edgar Allan Poe como Mejor Película. La música compuesta por James Horner ganó en los Premios de la Asociación de Críticos de Cine de Los Ángeles.

## Estrenos mundiales
| País                                                                          | Fecha de estreno               |
| ----------------------------------------------------------------------------- | ------------------------------ |
| Alemania                                                                      | Jueves 28 de abril de 1983     |
| Argentina                                                                     | Jueves 16 de junio de 1983     |
| Australia                                                                     | Jueves 5 de mayo de 1983       |
| Austria                                                                       | Viernes 29 de abril de 1983    |
| Bélgica                                                                       | Miércoles 27 de abril de 1983  |
| Belice · Costa Rica · El Salvador · Guatemala · Honduras · Nicaragua · Panamá | Miércoles 25 de mayo de 1983   |
| Brasil                                                                        | Jueves 28 de julio de 1983     |
| Chile                                                                         | Viernes 5 de agosto de 1983    |
| Colombia                                                                      | Jueves 5 de mayo de 1983       |
| Dinamarca                                                                     | Viernes 15 de abril de 1983    |
| Ecuador                                                                       | Miércoles 10 de agosto de 1983 |
| Egipto                                                                        | Lunes 3 de octubre de 1983     |
| España                                                                        | Lunes 18 de abril de 1983      |
| Estados Unidos · Canadá                                                       | Viernes 8 de junio de 1990     |
| Filipinas                                                                     | Miércoles 27 de julio de 1983  |
| Finlandia                                                                     | Viernes 25 de marzo de 1983    |
| Francia                                                                       | Miércoles 27 de abril de 1983  |

| País                 | Fecha de estreno                |
| -------------------- | ------------------------------- |
| Grecia               | Jueves 2 de junio de 1983       |
| Hong Kong            | Jueves 26 de mayo de 1983       |
| Israel               | Viernes 6 de mayo de 1983       |
| Italia               | Viernes 9 de septiembre de 1983 |
| Japón                | Sábado 29 de octubre de 1983    |
| Líbano               | Viernes 17 de junio de 1983     |
| Malasia              | Jueves 28 de julio de 1983      |
| México               | Jueves 25 de agosto de 1983     |
| Noruega              | Jueves 21 de abril de 1983      |
| Nueva Zelanda        | Viernes 24 de junio de 1983     |
| Países Bajos         | Miércoles 11 de mayo de 1983    |
| Perú                 | Miércoles 29 de junio de 1983   |
| Portugal             | Viernes 27 de enero de 1984     |
| Reino Unido Irlanda  | Martes 14 de diciembre de 1982  |
| República Dominicana | Jueves 19 de mayo de 1983       |
| Singapur             | Jueves 28 de julio de 1983      |
| Sudáfrica            | Viernes 22 de julio de 1983     |
| Suecia               | Viernes 4 de marzo de 1983      |
| Suiza                | Miércoles 4 de mayo de 1983     |
| Tailandia            | Sábado 25 de junio de 1983      |
| Taiwán               | Sábado 14 de mayo de 1983       |
| Uruguay              | Jueves 28 de julio de 1983      |
| Venezuela            | Miércoles 20 de abril de 1983   |

## Datos del filme
- Según dijo Nick Nolte en el documental No Exit del año 2008, donde se relata la vida del actor, la mayoría de los diálogos de la película entre él y Eddie Murphy, son improvisados.
- Para 1982 Eddie Murphy no tenía una carrera cinematográfica, a duras penas era medio conocido en Estados Unidos gracias a sus intervenciones en el programa cómico Saturday Night Live. Después de 48 Hrs. su carrera en el cine se disparó. Un año después se estrenó Trading Places y luego vinieron Beverly Hills Cop, The Golden Child y Coming to America, entre otras. Todas estas películas fueron tan taquilleras que llegó a ser el actor más rentable de Hollywood.
- Debido a lo poco conocido que era Eddie Murphy en 1982, su pago por actuar en esta película fue de tan solo $450.000 USD. Nick Nolte cobró $1'000.000 USD. Uno de los inconvenientes que se le presentó Paramount Pictures para hacer la secuela Another 48 Hrs. fue que para 1990 Eddie Murphy ya era uno de los actores mejor pagados de Hollywood y su tarifa era de $12.000.000 USD más un porcentaje del bruto total de recaudación. Después de unas semanas de negociación se logró bajar su tarifa a $7.000.000 USD y Nick Nolte recibió 3.000.000 USD para la secuela.
- Eddie Murphy reveló en una entrevista para el programa Inside the Actors Studio que no sabía actuar cuando le dieron el papel en 48 Hrs.. No tenía experiencia actuando y lo único que sabía hacer era gestos de personajes famosos para hacer reír. Por esta razón decidió que en las escenas donde tenía que sacar el arma, usar la expresión que hacía Bruce Lee cuando iba a empezar a pelear.
- Eddie Murphy temía que Denise Crosby lo golpeara realmente en el rodaje de la escena donde su personaje Sally golpea a Reggie Hammond con un bate de béisbol en el estómago. Denise convenció a Murphy y a Walter Hill que tenía habilidad con el bate de béisbol y que su golpe sería tan simulado que ni lo tocaría con el bate. Sin embargo, una vez se empezó a rodar la escena, Denise golpeo a Murphy realmente y la expresión de dolor que se ve en esa escena es totalmente real.
- Eddie Murphy no fue la primera opción para interpretar a Reggie Hammond, incluso en un principio el personaje no se iba a llamar así, su nombre previsto era Willie Biggs. Para ese personaje se tuvo en cuenta a Clint Eastwood, luego a Gregory Hines y a Richard Pryor, pero los dos rechazaron el papel por motivo de agenda. Incluso se supo que antes de pensar en Murphy se tuvo en cuenta a un joven y desconocido Denzel Washington. Finalmente, Hildy Gottlieb que por ese entonces apenas era la novia de Walter Hill y es hoy su esposa, recomendó a Eddie Murphy para el personaje.
- El personaje de Miami Vice James "Sonny" Crockett, interpretado por Don Johnson, está ligeramente inspirado en el personaje Jack Cates, interpretado por Nick Nolte.
- Los ejecutivos de Paramount Pictures estaban furiosos con Walter Hill debido a la escena donde hay un violento tiroteo en la recepción de un pequeño hotel. En el libro Walter Hill: Last Man Standing, escrito por Patrick McGilligan y publicado en 2004, se narra cómo le dijeron a Hill que nunca volvería a trabajar para Paramount. Sin embargo, en 1990 Walter Hill dirigió la secuela Another 48 Hrs., producida por Paramount Pictures .
- Existen varias escenas que se pueden ver en el tráiler y que no aparecen en la película final. Según se sabe, la película original es más larga de lo que se vio finalmente.
- La palabra “fuck” ("joder") es pronunciada 48 veces durante la película. Una coincidencia con el título 48 Hrs.
- El automóvil de Jack Kates y que se hizo tan famoso en la época, es un Cadillac DeVille 64 de color azul cielo. Hoy en día es propiedad del cantante y actor Vanilla Ice, quien lo restauró totalmente y lo hizo pintar de color plateado.

## Remake
Después del estreno de la secuela titulada Another 48 Hrs. hubo mucho interés en hacer una tercera película que cerraría una trilogía. Paramount Pictures estuvo tan interesado en el proyecto que incluso ya tenía título oficial como "Yet Another 48 Hours". Durante muchos años se habló de esta tercera película, pero por motivos que se desconocen, este proyecto nunca se materializó. El 14 de diciembre del 2017, luego de años de especulación, Paramount Pictures informó en su cuenta oficial que ya no planeaba hacer una tercera película y que en cambio planeaba hacer una versión al tiempo que daba a conocer que los hermanos Ben Safdie y Joshua Safdie dirigirían la película y que Jerrod Carmichael ya estaba trabajando en el guion. También se informó que Chernin Entertainment, la misma casa productora de las nuevas películas de El planeta de los simios, estaría al frente de la financiación de la película.